# Сосновка (Кобелякский район)
Сосновка (укр. Соснівка) — село,
Красненский сельский совет,
Кобелякский район,
Полтавская область,
Украина.
Код КОАТУУ — 5321884204. Население по переписи 2001 года составляло 161 человек.

## Географическое положение
Село Сосновка находится в 2-х км от левого берега реки Ворскла,
выше по течению на расстоянии в 3 км расположено село Гаевое,
ниже по течению на расстоянии в 3 км расположено село Панское,
на противоположном берегу — село Перегоновка.
Река в этом месте извилистая, образует лиманы, старицы и заболоченные озёра.